# 奧爾巴赫河 (金茨河支流)
48°8′43″N 10°14′47″E / 48.14528°N 10.24639°E
奧爾巴赫河（德語：Auerbach），是德國的河流，位於該國東南部，由巴伐利亞負責管轄，屬於金茨河的支流，河道全長12.1公里，發源自下里登東南面，河口處在巴本豪森。